# Tjappisjaure
Tjappisjaure är en sjö i Sorsele kommun i Lappland och ingår i Umeälvens huvudavrinningsområde. Tjappisjaure ligger i Vindelfjällen Natura 2000-område.